# Emil Petersen (skytte)
 For alternative betydninger, se Emil Petersen. (Se også artikler, som begynder med Emil Petersen)
Emil Kjeldgaard Petersen (født 16. august 1998) er en dansk skytte, der repræsenterer Jetsmarks Sogns jagtforening, Jammerbugt kommune. Han blev i 2017 juniorverdensmester i skeetskydning, og nogle forinden vandt han EM-bronze i samme disciplin. Ved European Games i 2019 blev han nummer fire.